# Halit Akçatepe
Halit Akçatepe (1. ledna 1938, Ünye - 31. března 2017, Istanbul) byl turecký herec.

## Životopis
Byl synem herce Sıtkıho Akçatepeho. V roce 1943 debutoval ve filmu Dertli Pınar a poté hrál dětské role v několika dalších filmech. Vystudoval Özel Saint-Benoît Fransız Lisesi. V roce 1956 vstoupil do armády a zůstal tam po dobu 5 let. Poté se vrátil k herectví.

## Filmografie
- Babam Sınıfta Kaldı (2013)
- Krem (dizi) (2012)
- Kral Çıplak (2012)
- Leyla ile Mecnun (dizi) (2011)
- Geniş Aile (2009)
- Aile Reisi (2009)
- 7 Kocalı Hürmüz (2009)
- Orada Neler Oluyor? (2009)
- Vurgun (2008)
- Genco (2007)
- Yalan Dünya (2007)
- Hakkını Helal Et (2007)
- Sesler Yüzler Mekanlar (2007)
- İki Aile (2006 - 2008)
- Sevda Çiçeği (2006)
- Hababam Sınıfı Üç Buçuk (2005)
- İki Arada Aşk (2005)
- Cumbadan Rumpaya (2005)
- Beşinci Boyut (2005)
- Müyim Olan Aşkımız (2005)
- Hababam Sınıfı Askerde (2004)
- Büyük Buluşma (2004)
- Canım Annem (2004)
- Avrupa Yakası (2004)
- Yeşilçam Denizi (2003)
- Şapkadan Babam Çıktı (2003)
- Hababam Sınıfı Merhaba (2003)
- Vaka-i Zaptiye (2002)
- En Son Babalar Duyar (2002)
- Çılgın Bediş (2001)
- Siyah Cennet (2000)
- Tersine Dünya (2000)
- Konu Komşu (1999)
- Eltiler (1997)
- Hayvanlara Dokunduk (1997)
- Hoşçakal İstanbul (1996)
- Şaban İle Şirin (1995)
- Çatı (1995)
- Kaygısızlar (1994)
- Hayri Beyin Son Aşkı (1993)
- Oyun İçinde Oyun (1993)
- Şaban Askerde (1993)
- Yazlıkçılar (1993)
- Anasının Kızı (1992)
- Sürgün (1992)
- İnsanlar Yaşadıkça (1989)
- Bizimkiler (1989)
- Kötü Kader (1987)
- Büyük Koşu (1987)
- Karımın Gölgesi (1987)
- Keko Aptallar Çetesi (1986)
- Keriz (1985)
- Şaban Papucu Yarım (1985)
- Şen Dul Şaban (1985)
- Adile Teyze (1982)
- Umut Dilencisi (1982)
- Buyurun Cümbüşe (1982)
- Talih Kuşu (1982)
- Dört Geline Dört Damat (1981)
- Renkli Dünyalar (1980)
- Dokunmayın Şabanıma (1979)
- Evlidir Ne Yapsa Yeridir (1978)
- Şabanoğlu Şaban (1977)
- Gülen Gözler (1977)
- Bülbül Ailesi (1976)
- Hababam Sınıfı Uyanıyor (1976)
- Süt Kardeşler (1976)
- Tantana Kardeşler (1976)
- Şoför Mehmet (1976)
- Lüküs Hayat (1976)
- Bizim Aile (1975)
- Hababam Sınıfı Sınıfta Kaldı (1975)
- Merhaba (1975)
- Ah Nerede (1975)
- Üç Ahbap Çavuşlar (1975)
- Şaşkın (1974)
- Hababam Sınıfı (1974)
- Köyden İndim Şehire (1974)
- Salak Milyoner (1974)
- Evet mi Hayır mı? (1974)
- Kanlı Deniz (1974)
- Mavi Boncuk (1974)
- Yaşar Ne Yaşar Ne Yaşamaz (1974)
- Canım Kardeşim (1973)
- Tarkan: Güçlü Kahraman (1973)
- Yalancı Yarim (1973)
- Oh Olsun (1973)
- Ömer Hayyam (1973)
- Umut Dünyası (1973)
- Sevilmek İstiyorum (1973)
- İyi Döverim Kötü Severim (1972)
- Tarkan: Altın Madalyon (1972)
- Üç Sevgili (1972)
- Sev Kardeşim (1972)
- O Ağacın Altında (1972)
- Tatlı Dillim (1972)
- Feryat (1972)
- Bir Varmış Bir Yokmuş (1971)
- Üç Arkadaş (1971)
- Beyoğlu Güzeli (1971)
- Mahallenin Namusu (1953)
- Köprüaltı Çocukları (1953)
- Hayat Acıları (1951)
- Güldağlı Cemile (1951)
- İstiklal Madalyası (1948)
- Bir Dağ Masalı (1947)
- Karanlık Yollar (1947)
- Senede Bir Gün (1946)
- Günahsızlar (1944)
- Nasreddin Hoca Düğün'de (1943)
- Dertli Pınar (1943)